# Missing in Action
Missing in Action es una película de acción estadounidense de 1984 dirigida por Joseph Zito y protagonizada por Chuck Norris. La cinta fue estrenada el 16 de noviembre de 1984 en Norteamérica. Está ambientada en el contexto de la guerra de Vietnam. El coronel Braddock, que escapó de un campo de prisioneros de guerra vietnamitas diez años atrás, regresa a Vietnam para encontrar soldados estadounidenses que figuran como desaparecidos en acción durante la guerra de Vietnam. La película fue seguida por una precuela, Missing in Action 2: The Beginning (1985), y una secuela, Braddock: Missing in Action III (1988).
A pesar de la recepción abrumadoramente negativa de los críticos, la película fue un éxito comercial y se ha convertido en una de las cintas más populares de Chuck Norris. También fue la primera película de Norris con la distribuidora The Cannon Group.

## Sinopsis
El coronel James Braddock es un oficial del ejército estadounidense que pasó siete años en un campo de prisioneros de guerra norvietnamitas, del que escapó diez años atrás y regresa a Estados Unidos. 
Después de la guerra, Braddock acompaña a un equipo de investigación del gobierno que viaja a la ciudad de Ho Chi Minh para investigar los informes de soldados estadounidenses que siguen presos, para negociar su liberación con el gobierno de Vietnam. 
Braddock obtiene la evidencia y luego viaja a Tailandia, donde conoce a Tuck, un viejo amigo del ejército convertido en el pivote del mercado negro y hace negocios en la región. Juntos lanzan una misión en las profundidades de la jungla para liberar a los prisioneros de guerra estadounidenses del General Trau.

## Reparto
- Chuck Norris como James Braddock.
- M. Emmet Walsh como Jack Tucker.
- Lenore Kasdorf como Ann.
- David Tress como el senador Porter.
- Ernie Ortega como Vinh.
- James Hong como el general Trau.
- Erich Anderson como Masucci.